# Android 14
Android 14 (также известно как Android U и Android Upside Down Cake) — четырнадцатая версия мобильной операционной системы Android. Была представлена 10 мая 2023 г. на конференции Google I/O. Релиз состоялся 4 октября 2023 года.

## Разработка

Логотип операционной системы Android 14 для предварительных и бета-версий

График выпуска Android 14 Upside Down Cake был таким же, как и у Android 13 Tiramisu.
Android 14 был анонсирован 8 февраля 2023 года. Сразу же была выпущена предварительная версия для разработчиков для Pixel 4A (5G), Pixel 5, Pixel 5A, Pixel 6, Pixel 6 Pro, Pixel 6A, Pixel 7, Pixel 7 Pro, а также дорожная карта статуса обновления.
Первая бета-версия была выпущена 12 апреля, а 26 апреля она получила исправление для бета-версии 1.1.  Вторая бета-версия была выпущена 10 мая и также получила исправление для бета-версии 2.1 25 мая. Третья бета-версия была выпущена 7 июня и теперь достигла стабильности платформы  , которая позже получила исправление для бета-версии 3.1 14 июня. Четвертая бета-версия была выпущена 11 июля. Android 14 имел 1 год, 1 между выпуском Android 13 от 15 августа 2022 года прошло месяц, 2 недели и 5 дней, что превышает продолжительность Android 9–10, составляющую 1 год и 4 недели.
Бета-версии доступны для устройств Pixel, которым гарантированы обновления версий Android, Pixel 4a (5G) или более новых устройств. Pixel 7a также может проводить бета-тестирование Android 14, начиная с бета-версии 3. Pixel Tablet и Pixel Fold могут проводить бета-тестирование Android 14, начиная с бета-версии 4.
Эти сборки давали представление о том, что можно ожидать от новой версии Android, но, как следует из названия, они в первую очередь предназначены для разработчиков. Это означает, что они ещё не содержали всех будущих функций, ориентированных на потребителя, и что они могут быть менее стабильны, чем бета-версия, выход которой был намечен на апрель.
В предварительной версии для разработчиков Google в основном фокусировалась на улучшениях, предназначенных для приложений и их поведения. Как и в случае с другими последними версиями Android, Google уделяет первостепенное внимание совместимости, а это означает, что большинство изменений, связанных с приложениями, являются необязательными. Это снижает вероятность того, что старые приложения перестанут работать на Android 14. Чтобы протестировать дополнительные изменения, разработчики могут принудительно включить или отключить новые функции в параметрах разработчика Android.
Первая публичная бета-версия Android 14 вышла в апреле 2023 года.
Финальная версия Android 14 вышла 4 октября 2023 года.

## Нововведения
Новая операционная система получила некоторые дополнительные API и документацию, чтобы упростить разработчикам создание макетов для всех форм-факторов, на которых работает Android, будь то смартфоны, складные устройства, планшеты или Chromebook. Google заявляет, что обновил свои контрольные списки качества приложений для больших экранов, которые дают разработчикам простой способ оценить, насколько хорошо их продукты будут работать на разных устройствах. Существуют также новые примеры макетов для различных типов приложений, которые должны вдохновить разработчиков на создание аналогичных адаптивных макетов и приложений, которые наилучшим образом используют доступное пространство экрана.
Google планировала увеличить время автономной работы в режиме ожидания с помощью Android 14. Это достигается благодаря настройке внутренней системы вещания, с помощью которой Android сообщает об определенных изменениях состояния, таких как текущий уровень заряда батареи или подключение к приложениям. Разработчикам также настоятельно рекомендуется больше не использовать точные будильники для своих приложений, если только это не календарь или будильник, так как этот метод планирования задач особенно сильно расходует заряд батареи. Недавно установленные приложения для Android 13 или более поздней версии, которые хотят использовать точные таймеры, должны будут запрашивать разрешение у пользователей. Системные процессы Android более эффективны, что обеспечивает увеличение времени автономной работы.
Что касается доступности, Android 14 позволяет увеличить уровень масштабирования текста до 200% вместо прежнего предела в 130%. Выбор единицы измерения градусов (Кельвин, Цельсий, Фаренгейт), который теперь закрепелен на API уровне. Новое линейное масштабирование шрифта добавляется автоматически, чтобы гарантировать, что текст, который уже достаточно большой, не станет ещё больше, что должно помочь с любыми проблемами макета. Разработчики также получат больше контроля над тем, какие языковые настройки для каждого приложения должны отображаться в каких регионах, а новый API-интерфейс Grammatical Inflection упростит обращение к пользователям на языках с разным грамматическим родом.
Самым большим изменением в архитектуре безопасности Android 14 является блокировка Google установки приложений, предназначенных для более ранних версий Android. На Android 14 вы больше не сможете устанавливать приложения, предназначенные для SDK версии 22/Android 5.1.1 или ниже. В качестве причины Google называет вредоносное ПО, которое любит обходить улучшения безопасности, добавленные в SDK версии 23, представленную вместе с Android 6 в 2015 году. Практически сегодня это ни на кого не должно негативно влиять, и если вам абсолютно необходим доступ к старому приложению, есть новая команда ADB, позволяющая обойти ограничение. Также чтобы повысить конфиденциальность, пользователь может выбрать, к каким изображениям приложение может получить доступ, используя средство выбора фотографий.
Также есть небольшое изменение для гостевого режима или многопользовательского режима, где параметр «Разрешить гостю использовать телефон» был перемещён в меню верхнего уровня. Раньше эта опция находилась за самой гостевой учётной записью, что было не лучшим местом для неё.
Android 14 поддерживает 4K Ultra HDR. Health Connect в качестве одной из новых функций Android 14 теперь можно связать через Fitbit, Samsung Health и Google Fit через новое меню настроек Pixel.

## «Пасхальное яйцо»

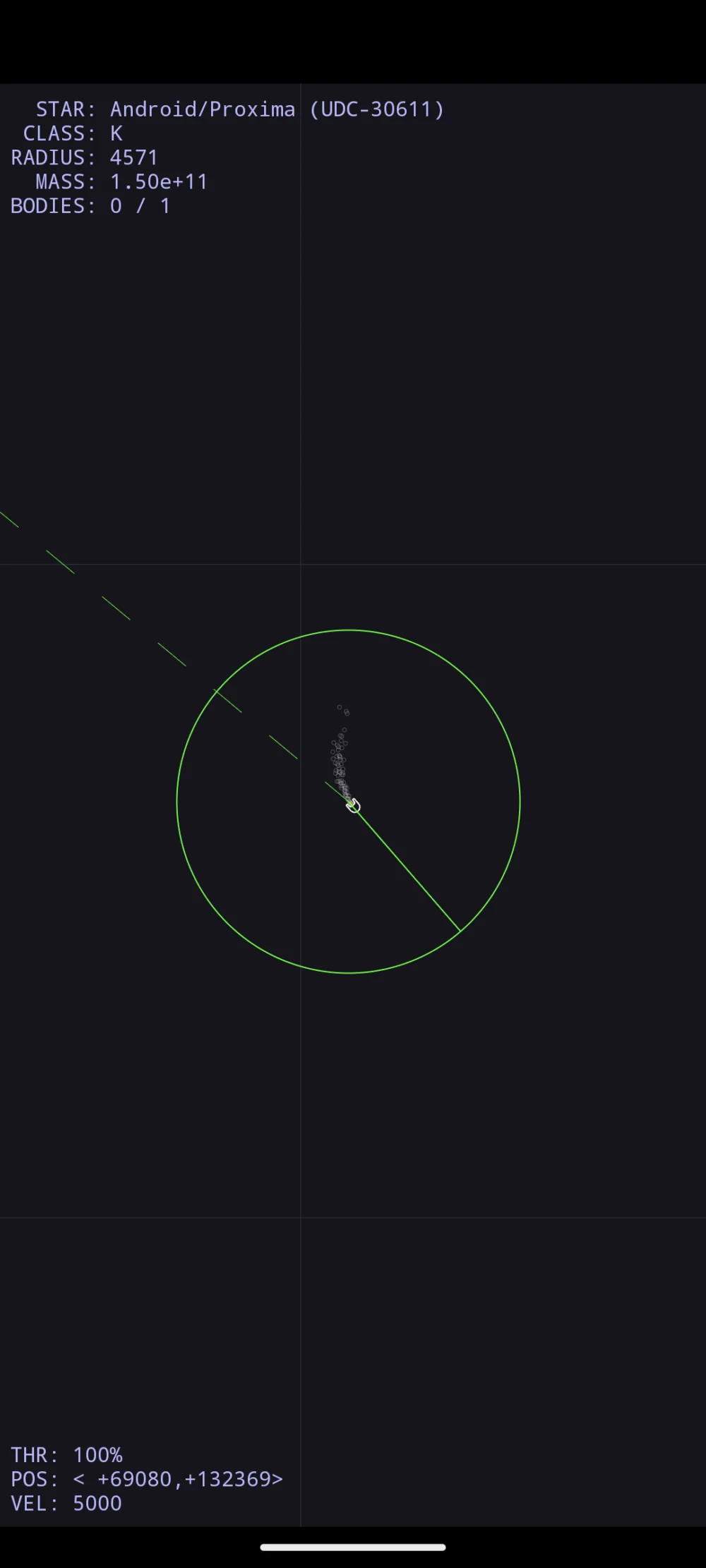
Пасхальное яйцо на Android 14, мини-игра с звездолётом

Пасхальное яйцо Android 14 появилось в середине июля 2023 года с выходом четвёртой бета-версии и при активации отображает логотип Android, вдохновлённый НАСА, при нажатии и удержании которого в течение нескольких секунд, устройство завибрирует, имитируя запуск космического корабля. 
После проделанного запустится мини-игра, на экране появится звездолёт и элементы управления им. В левом нижнем углу будут отображаться данные о состоянии его двигателей, текущие координаты и скорость. В левом верхнем углу — различная справочная информация, включая название ближайшей звезды, её класс и масса. В этой игре невозможно выиграть.